# Équations de Pitzer
Les équations de Pitzer, sont une application de la théorie thermodynamique destinées à calculer les coefficients osmotiques et les coefficients d'activité moyens d'ions en solution. Elles caractérisent les interactions entre électrolytes et solvant. Décrites par le chimiste Kenneth Pitzer, elles sont plus thermodynamiquement rigoureuses que la théorie SIT ou l'équation de Bromley, et leur domaine de validité est plus vaste que celui de la théorie de Debye-Hückel, mais les paramètres de ce modèle sont plus difficiles à déterminer expérimentalement. Elles sont notamment utilisées pour comprendre le comportement des ions dans les eaux naturelles,,.

## Développement historique
Le point de départ des équations de Pitzer est le développement du viriel de l'équation d'état pour un gaz : 
{\displaystyle PV=RT+BP+CP^{2}+DP^{3}...}
où P est la pression, V le volume, T la température, et B, C, D... les coefficients du viriel. Le premier terme à droite correspond à l'équation des gaz parfaits. Les suivants quantifient l'écart à l'idéalité en fonction de la pression. On peut montrer, via la mécanique statistique, que le deuxième coefficient du viriel vient des forces intermoléculaires entre les paires de molécules, que le troisième coefficient vient des interactions entre trois molécules, et ainsi de suite. Cette théorie a d'abord été développée par McMillan et Mayer.
Les solutions de molécules neutres peuvent être traitées par une modification de la théorie de McMillan et Mayer. Mais quand une solutions contient des électrolytes, les interactions électrostatiques doivent être prises en compte. La théorie de Debye-Hückel est fondée sur l'hypothèse que chaque ion est entouré d'un "nuage" sphérique d'ions de charge opposée. Les équations dérivées de cette théorie expriment la variation du coefficient d'activité comme une fonction de la force ionique. Cette théorie est très efficace pour prédire les comportements de solutions diluées d'électrolytes 1:1 et, comme discuté plus bas, les équations issues de la théorie restent valides pour d'autres électrolytes tant que leur concentration reste assez faible. Mais l'adéquation entre cette théorie et les valeurs observées pour les coefficients d'activités diminue lorsque la force ionique ou les concentrations augmentent. De plus, la théorie de Debye-Hückel ne tient pas compte des différences spécifiques des ions telles que la forme ou la taille.
Brønsted a proposé indépendamment deux équation empiriques pour déterminer respectivement le coefficient d'activité  {\displaystyle \gamma } et le coefficient osmotique {\displaystyle \varphi } :
{\displaystyle \ln \gamma =-\alpha {\sqrt {m}}-2\beta m}
{\displaystyle 1-\varphi ={\alpha  \over 3}{\sqrt {m}}+\beta m}
Le coefficient d'activité n'y dépend pas que de la force ionique, mais également de la concentration, {\displaystyle m}, de l'ion spécifique à travers le paramètre {\displaystyle \beta }. C'est la base de la théorie SIT, qui a été développée ensuite par Guggenheim, puis par Scatchard qui a étendu la théorie pour permettre aux coefficients d'interaction de varier avec la force ionique. Vu la dépendance des équations, la mesure des coefficients osmotiques (seconde équation) est un moyen de retrouver les coefficients d'activité moyens (première équation).

## Les paramètres de Pitzer
La démonstration part du développement du viriel de l'excès d'enthalpie libre.
{\displaystyle {\frac {G^{ex}}{W_{w}RT}}=f(I)+\sum _{i}\sum _{j}b_{i}b_{j}\lambda _{ij}(I)+\sum _{i}\sum _{j}\sum _{k}b_{i}b_{j}b_{k}\mu _{ijk}+\cdots }
{\displaystyle W_{w}} est la masse d'eau en kg, {\displaystyle b_{i},b_{j}...} sont les molalités des ions et I est la force ionique. Le premier terme, {\displaystyle f(I)}, représente l'approximation de Debye-Hückel. Les quantités {\displaystyle \lambda _{ij}} représentent les interactions à courte distance en présence de solvant entre les particules de soluté i et j. Ce paramètre d'interaction binaire, ou deuxième coefficient du viriel, dépend de la force ionique, des espèces i et j, de la température et de la pression. Les quantités {\displaystyle \mu _{ijk}} représentent les interactions entre trois particules. Des termes d'ordre supérieur peuvent être inclus dans le développement du viriel.
Ensuite, l'enthalpie libre est exprimée comme la somme de potentiels chimiques, ou dérivées partielles de l'enthalpie libre molale : 
{\displaystyle G=\sum _{i}\mu _{i}^{0}+RT\ln b_{i}\gamma _{i}}
et on obtient une expression du coefficient d'activité en dérivant le développement du viriel par rapport à la molalité b.
{\displaystyle \ln \gamma _{i}={\frac {\partial ({\frac {G^{ex}}{W_{w}RT}})}{\partial b_{i}}}={\frac {z_{i}^{2}}{2}}f'+2\sum _{j}\lambda _{ij}b_{j}+{\frac {z_{i}^{2}}{2}}\sum _{j}\sum _{k}\lambda '_{jk}b_{j}b_{k}+3\sum _{j}\sum _{k}\mu _{ijk}b_{j}b_{k}+\cdots }
{\displaystyle \phi -1=\left(\sum _{i}b_{i}\right)^{-1}\left[If'-f+\sum _{i}\sum _{j}\left(\lambda _{ij}+I\lambda '_{ij}\right)b_{i}b_{j}+2\sum _{i}\sum _{j}\sum _{k}\mu _{ijk}b_{i}b_{j}b_{k}+\cdots \right]}
Pour un électrolyte simple {\displaystyle M_{p}X_{q}}, à la concentration m, fait des ions {\displaystyle M^{z+}} et {\displaystyle X^{z-}}, les paramètres {\displaystyle f^{\phi }}, {\displaystyle B_{MX}^{\phi }} et {\displaystyle C_{MX}^{\phi }} sont définis par :
{\displaystyle f^{\phi }={\frac {f'-{\frac {f}{I}}}{2}}}
{\displaystyle B_{MX}^{\phi }=\lambda _{MX}+I\lambda '_{MX}+\left({\frac {p}{2q}}\right)\left(\lambda _{MM}+I\lambda '_{MM}\right)+\left({\frac {q}{2p}}\right)\left(\lambda _{XX}+I\lambda '_{XX}\right)}
{\displaystyle C_{MX}^{\phi }=\left[{\frac {3}{\sqrt {pq}}}\right]\left(p\mu _{MMX}+q\mu _{MXX}\right).}
Le terme {\displaystyle f^{\phi }} correspond au terme de Debye-Hückel. Les termes impliquant {\displaystyle \mu _{MMM}} et {\displaystyle \mu _{XXX}} ne sont pas pris en compte dans la mesure où des interactions entre trois ions de même charges sont extrêmement improbables hormis dans les plus concentrées des solutions.
Le paramètre B est déterminé empiriquement pour montrer la dépendance en fonction de la force ionique (en l'absence de paires d'ions). Cette dépendance peut être exprimé par
{\displaystyle B_{MX}^{\phi }=\beta _{MX}^{(0)}+\beta _{MX}^{(1)}e^{-\alpha {\sqrt {I}}}.}
Avec ces définitions, l'expression du coefficient osmotique devient
{\displaystyle \phi -1=|z^{+}z^{-}|f^{\phi }+b\left({\frac {2pq}{p+q}}\right)B_{MX}^{\phi }+m^{2}\left[2{\frac {(pq)^{3/2}}{p+q}}\right]C_{MX}^{\phi }.}
Une expression similaire peut être obtenue pour le coefficient d'activité moyen.
{\displaystyle \ln \gamma _{\pm }={\frac {p\ln \gamma _{M}+q\ln \gamma _{X}}{p+q}}}
{\displaystyle \ln \gamma _{\pm }=|z^{+}z^{-}|f^{\gamma }+m\left({\frac {2pq}{p+q}}\right)B_{MX}^{\gamma }+m^{2}\left[2{\frac {(pq)^{3/2}}{p+q}}\right]C_{MX}^{\gamma }}
Ces équations ont été appliquées à de nombreuses données expérimentales obtenues à 25 °C, avec un excellent accord entre modèle et expérience, jusqu'à environ 6 mol/kg pour différents électrolytes,. L'application peut être étendue à des mélanges d'électrolytes, et peut inclure les équilibres d'association. Les valeurs pour les paramètres {\displaystyle \beta ^{(0)}}, {\displaystyle \beta ^{(1)}} et C sont tabulées pour divers acides organiques et inorganiques, certaines bases et des sels. L'influence des variations de température et de pression est encore discutée.
L'un des domaines d'application des paramètres de Pitzer est la description de la variation des constantes d'équilibre (mesurées en tant que quotients de concentration) en fonction de la force ionique. Tant les paramètres Pitzer que les SIT ont été utilisés à cette fin, par exemple les deux ensembles de paramètres ont été calculés pour certains complexes de l'uranium, et rendent compte avec la même exactitude de la dépendance en fonction de la force ionique des constantes de stabilité.
Les paramètres de Pitzer et la théorie SIT ont déjà été longuement comparés. Il y a plus de paramètres dans les équations de Pitzer que dans les équations SIT, le modèle Pitzer permet donc une plus grande précision dans le calcul des coefficients d'activité moyens et des constantes d'équilibre. Néanmoins, la détermination des paramètres est d'autant plus difficile qu'ils sont nombreux.

## Compilation des paramètres de Pitzer
Pitzer et al. a publié en 1991 la seconde édition des tables de paramètres mentionnées précédemment, concernant des acides organiques et inorganiques, des bases et des sels. Kim et Frederick, ont de leur côté publié les paramètres de Pitzer pour 304 sels simples en solution aqueuse à 25 °C, et étendu le modèle aux hautes concentrations jusque saturation. Ces paramètres sont largement utilisés, néanmoins de nombreux électrolytes complexes, notamment des ions organiques, ne sont pas inclus dans cette publication.
Pour certains électrolytes complexes, Ge et al. ont déduits les paramètres de Pitzer en compilant les dernières données publiées sur les coefficients d'activité et les coefficients osmotiques.

## Le modèle TCPC
Outre les équations de Pitzer, il existe également un modèle semi-empirique plus simple d'emploi, appelé modèle TCPC (pour Three-Characteristic-Parameter Correlation, corrélation à trois paramètres), proposé par Lin et al en 1993. C'est une combinaison de l'interaction de Pitzer à longue distance et de l'effet de solvatation à courte distance.
{\displaystyle \ln \gamma =\ln \gamma ^{PDH}+\ln \gamma ^{SV}}
Ge et al. ont modifié ce modèle, et obtenu les paramètres TCPC pour un grand nombre de solutions de sels simples. Ce modèle a aussi été étendu à un certain nombre d'électrolytes dissous dans le méthanol, l'éthanol, le 2-propanol et autres solvants organiques. La dépendance en température a également été étudiée, et les valeurs résultantes compilées pour un certain nombre de sels communs. Les performances prédictives du modèle TCPC pour calculer les coefficients d'activité et coefficients osmotiques sont comparables à celles du modèle de Pitzer.